# Волынский, Семён Иванович
Семён Иванович Волынский — московский дворянин и воевода в Смутное время и царствование Михаила Фёдоровича. Вероятно, что службу начал при Фёдоре Ивановиче, так как за ним в 1595 году уже были поместья и продолжил службу при Борисе Годунове.
Из дворянского рода Волынские. Второй сын воеводы Волынского Ивана Григорьевича Меньшого. Имел братьев: Степана, Павла и Григория Ивановичей Волынских.

## Биография
В 1608-1609 годах второй воевода в Тюмени. В 1611 году упомянут в чине стольника в Сибири. В январе 1618 года за обедом у Государя смотрел в "кривой стол". В 1620-1621 годах воевода в Ельце, где разбирал детей боярских Ельчан и Елецких помещиков, атаманов и казаков. В чине Елецкого воевода заменён 28 июня 1622 на Плещеева. В 1624-1626 годах воевода в Уфе. Дворянин московский, 08 ноября 1626 года обедал у Государя. С февраля 1627 по март 1629 годов второй воевода в Астрахани. В 1631, 1632 и 1633 годах поздравлял Государя с днём Пасхи. В июле 1633 года, на случай прихода крымских войск, воевода у Водяных ворот в Москве.  С мая 1634 по июль 1635 года первый воевода в Путивле, но дела сдал и отпущен к Москве только в 1636 году. В 1637 году, в чине московского дворянина, обедал у Государя.
Крупный землевладелец: в 1595 году за ним числилось поместья, деревни Вепрево, Борисово, Орешки и Холмец  в Вяземском уезде. В 1628-1629 годах за ним по ввозной грамоте 1617 года числились сельцо Ковырино, деревни Чернышево, Охмыльцево, Бесово в Вологодском уезде, а в 1645 году эти имения отданы его вдове. В Клинском уезде у него были вотчинные земли в пустошах Короваево, Понтелеево и Чуркино, а всего 109 четвертей.
По Боярской книге умер Семён Иванович в 1637 году, когда его вдове и сыне, недорослю Якову Семёновичу даны поместья в Вологодском уезде.

## Семья
Жена: Домна Тимофеевна.
Дети:
- Волынский Михаил Семёнович — стольник, рында, воевода и окольничий.
- Волынский Василий Семёнович — боярин.
- Волынский Яков Семёнович — воевода и окольничий.
- № Семёновна — 1-я супруга князя Фёдора Богдановича Долгорукова.